# Cultura coreeană

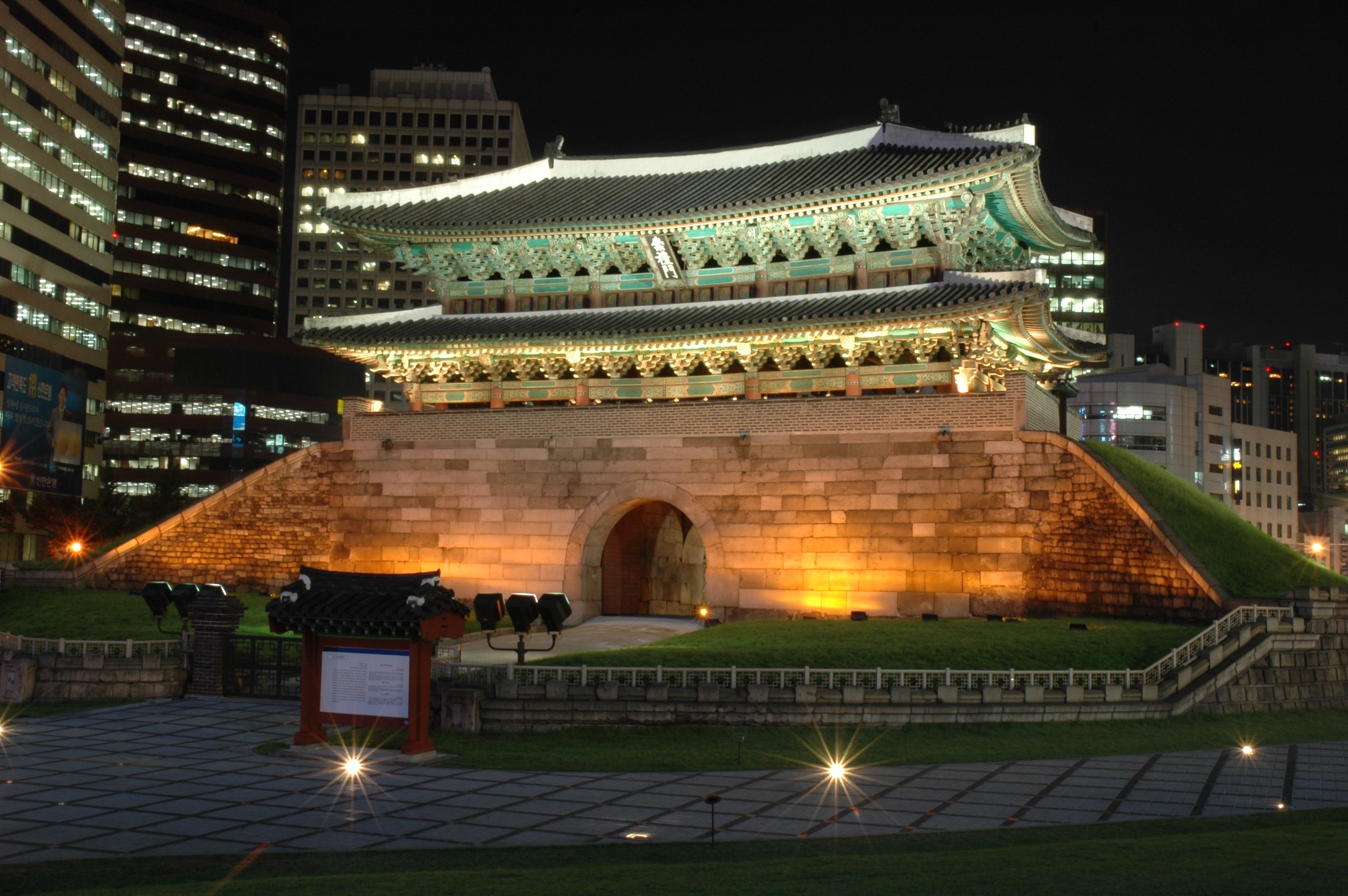
Namdaemun, fosta comoară națională nr.1

Cultura coreeană are peste 10.000 de ani de istorie. Ea a absorbit influențe din toată Asia, în special din China, dar a reușit să păstreze trăsături specifice. Influențe importante au fost confucianismul și budismul, iar în ultimele decenii în Coreea de Sud, tot mai mult creștinismul - astăzi aproximativ 26% din populație fiind creștină în Coreea de Sud. Cultura coreeană a fost puternic influențată de poziția sa de punte între China și Japonia. 
Domenii mai noi, precum filmul, muzica modernă și îmbrăcămintea s-au dezvoltat foarte diferit în Coreea de Nord și de Sud de când țara a fost divizată în 1948. În ansamblu însă, societatea se bazează pe aceleași moduri tradiționale de gândire. În ultimii ani, cultura coreeană, în special prin filme, seriale TV și muzică pop, a cunoscut un boom în țările vecine din Asia de Est, cunoscut sub numele de „ valul coreean ” (한류 - Hallyu). Drept urmare, limba coreeană, cultura coreeană și multe staruri sud-coreene sunt cunoscute nu numai în întreaga regiune asiatică, dar și în Occident. 

## Origini
Conform istoriografiei coreene, strămoșii coreenilor de azi au întemeiat Regatul Go-Joseon în Manciuria. Teritoriul lor s-a extins în ceea ce este acum Coreea de Nord. În sudul Peninsulei Coreene, a existat o confederație formată din trei triburi cunoscute sub numele de Samhan. Conform mitului lor tribal, un om pe nume Hwanung a coborât din cer pe pământ. A întâlnit un tigru și un urs care doreau să fie transformați în ființe umane. Doar ursul a trecut testul și a fost  transformat într-o femeie care a fost luată de soție de Hwanung. Ei au născut pe Dangun, care s-a născut în 2333 î.Hr. A urcat pe tron ca primul mitic conducător al Coreei. Se spune că urmașii săi au continuat dinastia regală mai bine de 1000 de ani. 
Coreenii sunt descendenții coreenilor originari care sunt considerați ca făcând parte din poporul siberian din Siberia și Manchuria care au populat toată Peninsula Coreeană în timpul epocii bronzului. Încetul cu încetul, au absorbit influențele altor popoare, în special a chinezilor timpurii. 
Numeroasele tradiții și cunoștințe străvechi modelează și astăzi conștiința coreeană, deși aparent ar fi dispărut din cauza influențelor occidentale moderne, în cea mai mare parte americană. Gândirea în multe domenii este încă înrădăcinată în șamanismul coreean antic, în timp ce confucianismul a fost profund interiorizat de coreeni și influențează toate domeniile vieții.

## Arta traditională

### Muzica populară
Muzica tradițională din Coreea se bazează pe voce. În cântul tradițional coreean, temperamentul și istoria Coreei pot fi recunoscute. Există două tipuri diferite de muzică tradițională: Jeongak și Minsogak . 

#### Jeongak
Jeongak (정악, 正 樂) - s-ar traduce „timp fix”, este un termen colectiv pentru muzica tradițională, care la rândul ei este împărțită în mai multe ramuri. 
Aak (아악, 雅 樂) - muzica rituală confuciană, cântată în timpul riturilor din templul ancestral și de două ori pe an, cu ocazia comemorării strămoșilor familiei regale. Jumătate din orchestră stă pe terasa altarului și jumătate în fața porților sale. Muzica lentă și susținută este antifonală. 
Tangak / Dangak (당악, 唐 樂) - muzica de curte de origine chineză a fost folosită începând cu secolul 8. Se desfășura încă în ceremonii și rituri la curtea regală în secolul al XVIII-lea. Este o muzică cu șapte tonuri, completată de clopote de bronz, castaniete și naiuri. 
Hyangak (향악, 鄕 樂) - Muzică populară inițial pentatonică, care este populară începând cu secolul 5. Oboiul stabilește tonul, completat de flaute, două instrumente cu două coarde și tamburul chang ko. Hyangak era utilizată ca muzică de dans și de banchet. 
Dae Chui Ta - muzică militară interpretată de muzicieni îmbrăcați în galben. Oboe, flauturi, trâmbițe, scoici, gong, tobe și cymbale au ca rezultat o muzică puternică, oarecum stridentă. 
Jeongak - muzică rafinată de cameră cântată pentru divertismentul nobilimii. Inițial bazată pe cântări budiste, s-a dezvoltat rapid în muzică instrumentală pură, cântat pe țiteră, scripcă, oboi și tambur chang ko . 
Samhyeon (삼현,三絃) - muzică de dans de curte, format din trei stiluri: a yeombul grav și lent, taryeong vesel și ritmic preum și lejerul și amuzantul kutkeori, toate executate de flaute și tobe. 
Aak și Tangak sunt executate extrem de lent, unele bătăi durează peste trei secunde. Conform ideilor asiatice, ritmul se conformează respirației, nu bătăilor inimii. Această muzică are un caracter contemplativ și meditativ, cu un sunet moale. Acest lucru se datorează faptului că instrumentele tradiționale - cu excepția trompetei, gongului și a cipalelor - sunt confecționate din materiale nemetalice. Instrumentele cu coarde au coarde din mătase și aproape toate instrumentele de suflat sunt fabricate din bambus.

#### Minogak
Minsogak (민속악, 民俗 樂) este muzica folclorică a Coreei și este plină de expresie și emoție. Acest tip de muzică are o legătură cu oamenii obișnuiți. Spre deosebire de Jeongak, muzica din Minsogak este redată rapid. Ca și în Jeongak, improvizația este frecventă în Minsogak. Stilurile muzicale ale minogakului includ u.   A. Shinawi (시나위), o improvizație de ansamblu de origine șamanică, Sanjo, multi-mișcare, inițial improvizată, apoi piese trecute oral pentru un instrument de melodie și toba de clepsidră Janggu și cântecul epic lung Pansori, în care un cântăreț este însoțit de un cântăreț.

#### Instrumente tradiționale coreene
Instrumentele coreene de suflat tradiționale sunt: instrumentul dublu cilindric din bambus numit piri, shawmul conic Taepyeongso realizat din metal, fluierul Daegeum, flautul Danso, muzicuța  Saenghwang și ocarina Hun.
Instrumentele tradiționale cu coarde sunt: cu douăsprezece corzi titera Gayageum, cu șase-corzi titera Geomungo, cu șapte coarde titera Ajaeng și scripca Haegeum . 
Există, de asemenea, un număr mare de instrumente tradiționale de percuție: gong-ul manual (kkwaenggwari ), gong-ul suspendat ( jing ), tamburul butoiului ( buk ), tamburul de clepsidră ( janggu ), clapperul (bak), carillon (Pyeonjong), carillon de piatră ( Pyeongyeong ), racleta în formă de tigru (Eo) și cutia de lemn (Chuk). 

#### Caracteristicile muzicii tradiționale
Muzica tradițională coreeană nu este caracterizată numai de instrumentele folosite. Improvizația este o caracteristică esențială, la fel și faptul că nu există pauze între piesele muzicale. <i>Pansori</i> este cel mai cunoscut exemplu de performanță non-stop. Un pansori poate dura pe puțin opt ore și este cântat continuu de o singură persoană. 
Muzica coreeană diferă, de asemenea, de muzica occidentală prin faptul că nu există contrast între ritmurile diferite. În schimb, muzica coreeană începe cu cea mai lentă parte și accelerează în timpul spectacolului. 
O particularitate coreeană este o orchestră de tambururi care constă doar din femei. Se folosesc tobe de toate dimensiunile, chiar până la tamburul mare dragon. Alte forme cunoscute ale muzicii tradiționale coreene cu tambur sunt <i>pungmul</i> și <i>samulnori</i>, care au apărut de la început. 

### Dansuri tradiționale

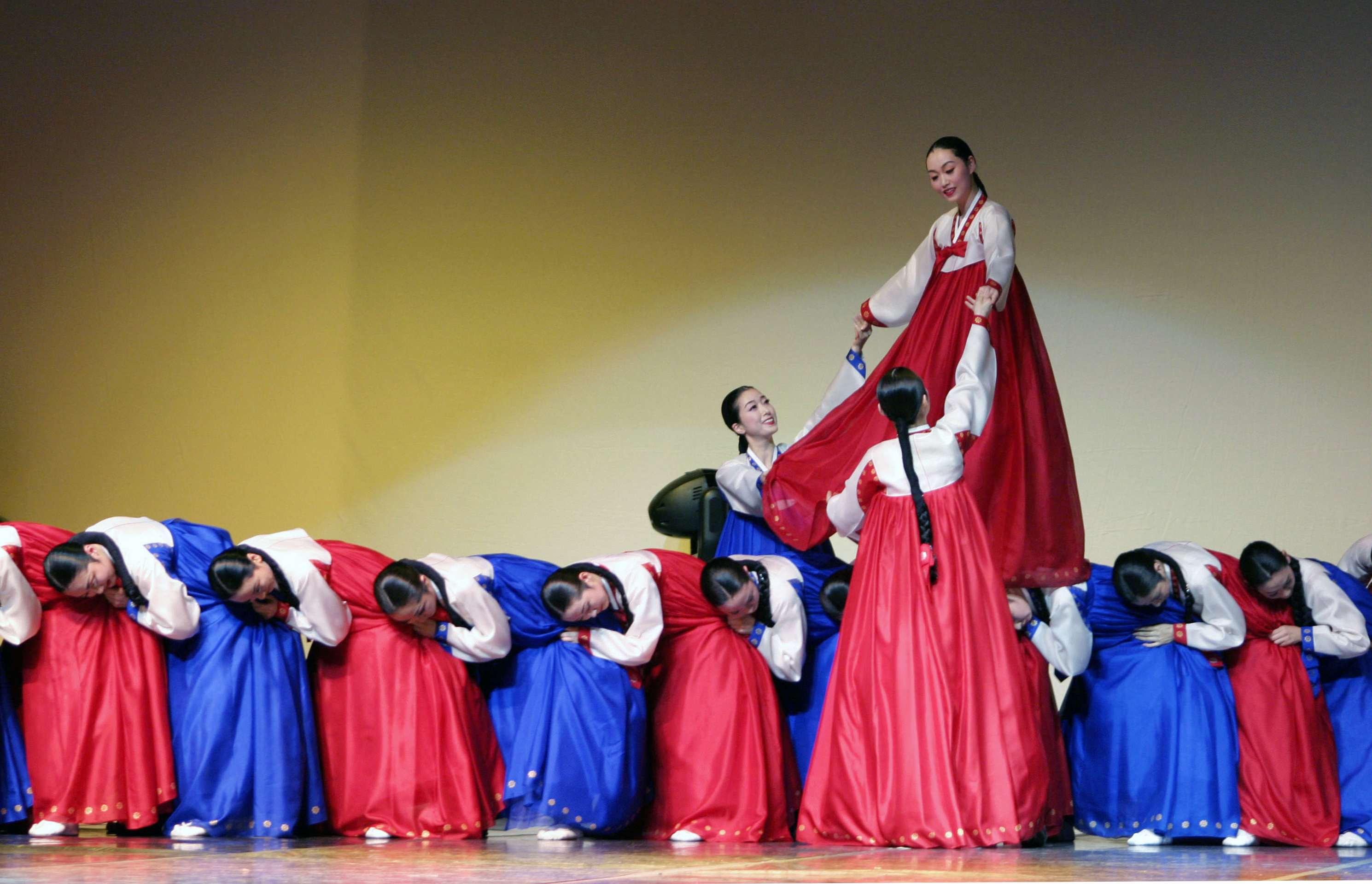
Dans tradițional coreean din timpul dinastiei Joseon.

Dansurile tradiționale au făcut parte din cultura coreeană încă din vremuri imemoriale. Schimbul cultural dintre China și cele trei regate a produs o mare varietate de dansuri tradiționale. Dansurile sunt împărțite în dansuri indigene (Hyangak Jeongjae) și dansuri importate (Dangak Jeongjae), care reprezintă dansuri importate din China. 
Legătura dintre arta marțială tradițională coreeană " Taekgyeon " și Tal Jum este, de asemenea, interesantă. Deoarece multe mișcări de dans sunt identice, se poate presupune că aceste două bunuri culturale s-au influențat reciproc. 

#### Dansuri de curte
Ca și în cazul muzicii, există o diferență între dansurile de curte și dansurile populare. Dansurile de curte larg răspândite sunt jeongjaemu, care se execută la banchete. Ilmu este o altă formă obișnuită de dans de curte: un dans de linie care a fost interpretat în ritualurile confuciene. Jeongjaemu este împărțit în forme native (Hyangak Jeongjae) și forme importate (Dangak Jeongjae). Ilmu este împărțit în dansuri civile (Munmu) și dansuri militare (Mumu). 
Coregrafia tradițională a dansurilor de curte poate fi găsită în multe producții moderne, chiar dacă adaptate. 

#### Dansuri populare
Dansurile populare sunt deseori împărțite în dansuri religioase și non-religioase. Dansurile religioase sunt conduse de un călugăr sau un șaman, dansurile non-religioase sunt dansate de oamenii de rând. Dansurile religioase sunt interpretate ca rituri șamanice. Dansurile non-religioase includ atât dansuri de grup, cât și dansuri individuale. Un dans de divertisment din șamanism este <i>buchaechum</i>. 
Dansurile tradiționale cu măști , numite talchum, au o importanță deosebită în Coreea. Ele descriu povești, comedii și tragedii și deseori caricaturizează și îi critică pe cei de la putere. Multe spectacole pot fi înțelese și ca spectacole teatrale. 

### Sărbători populare

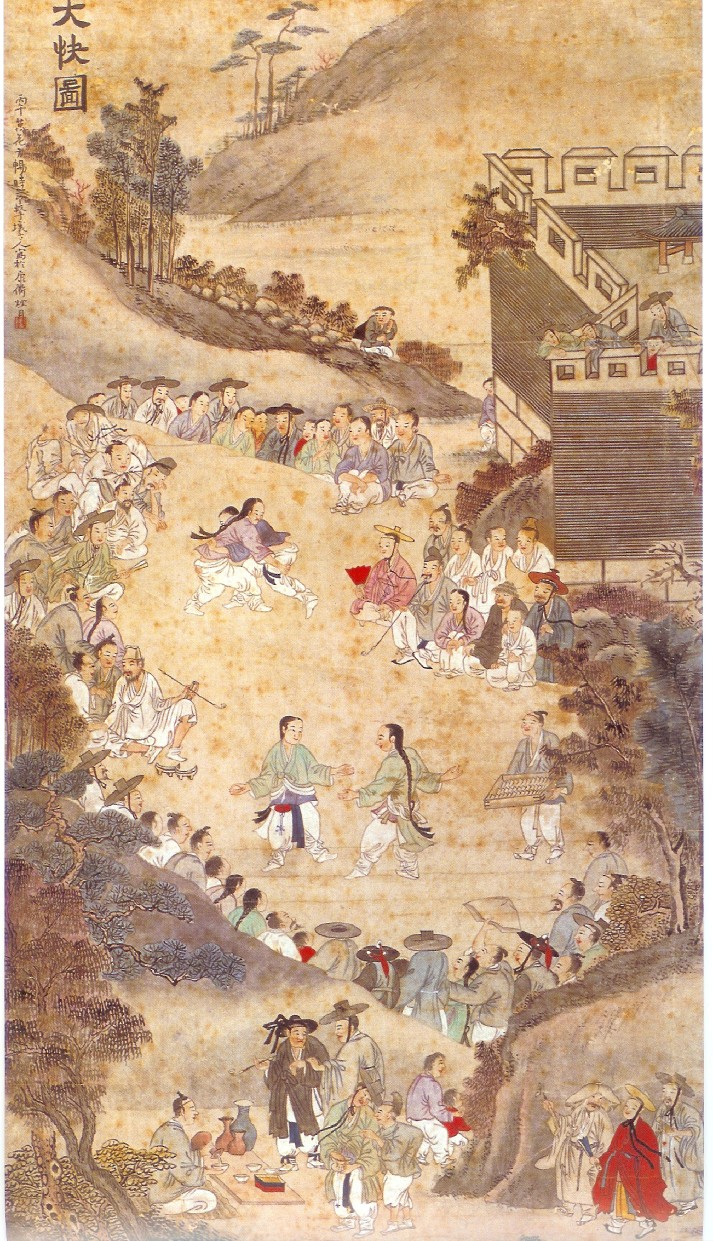
"Dae Kwae Do" de Yu Sok (1846)

Multe sărbători populare sunt strâns legate de riturile șamanice. Acestea sunt transmise de la o generație la alta. Trei rituri au o importanță mai mare: Yeonggo, Dongmaeng și Mucheon . Yeonggo este o serbare cu tobă care se presupune că animă spiritele. Dongmaeng este o serbare a recoltelor, iar Mucheon include dansul pentru ceruri. Aceste spectacole au fost perfecționate de-a lungul secolelor, iar jocurile au fost adăugate și în perioada Trei Regate. 
În imaginea „Dae Kwae Do” este prezentat o serbare. Prezintă ssireum (un tip de meci de luptă) și taekgyeon. Ambele arte marțiale există și astăzi, darTaekgyeon nu trebuie confundat cu taekwondo. Spre deosebire de China și Japonia, artele marțiale erau o parte din viața publică și de sărbătoare la acea vreme. Alte jocuri includ aruncarea săgeților într-o oală (Tuho) și un joc de aruncare de bețe (Jeopo). Există, de asemenea, lupte cu pietre tradiționale (Seokjeon), leagăne (Geune Tagi), teatru mascat și un joc cu mingea (Gyeokgu). 
Zilele în care se organizează sărbătorile variază între regiuni, între foste imperii și de-a lungul timpului, dar acestea au loc întotdeauna împreună cu alte serbări sau rituri. 

### Pictura coreeană
Cele mai vechi picturi din peninsula coreeană sunt picturile rupestre. Odată cu sosirea budismului din China, tehnicile sale de pictură au fost, de asemenea, adoptate. Acestea au putut să se stabilească repede, dar tehnicile indigene nu au fost complet înlocuite. 
Spre deosebire de pictura clasică europeană, care a dezvoltat reprezentarea detaliată și jocul culorilor la perfecțiune, pictura coreeană pune accentul cel mai mare pe transmiterea unei anumite dispoziții care să facă prizonier privitorul. Peisajele, în special munții și cursurile de apă fermecătoare, sunt cele mai populare motive. Imaginile naturaliste arată în principal flori, păsări și mai ales tigri. De cele mai multe ori, cerneala este folosită pentru a picta pe hârtie de dud sau mătase. În caligrafie, care a fost cultivată de nobilime, yanbanul și cioplirea stampilelor - fiecare coreean are dojangul său - au fost perfecționate până la rafinament. 

### Artizanatul coreean
Meșteșugurile coreene se concentrează asupra utilității în viața de zi cu zi. Cu toate acestea, produsele sunt decorate artistic. Materialele tradiționale sunt metalul, lemnul, țesătura, lacul și lutul. Ulterior, s-au folosit și sticlă, piele și hârtie, dar numai sporadic. 
Artefactele antice, cum ar fi ceramica roșie și neagră, au similitudini de recunoscut cu cele ale culturilor chineze de-a lungul râului Galben. Pe de altă parte, rămășițele din epoca bronzului sunt pronunțate. 
Au fost dezgropate multe obiecte de artizanat distincte și sofisticate. Inclusiv coroane foarte detaliate, ceramică cu modele, ghivece și decorațiuni. Prelucrarea bronzului a atins apogeul în perioada Goryeo. Coreea era cunoscută pentru cele mai mari clopote și statui de bronz. Cu excepția a trei clopote, aceste lucrări prețioase artizanale s-au pierdut în invazia Hideyoshi. În timpul dinastiei Goryeo, olarii coreeni au atins punctul culminant în fabricarea celadonului. Această ceramică verde chiar și-a depășit omologii chinezi în măiestrie.
Articolele din porțelan, atât alb pur, cât și cu decorațiuni albastre, au fost populare în timpul dinastiei Joseon . Un nivel foarte ridicat a fost, de asemenea, atins în prelucrarea lemnului. Acest lucru se reflectă în special în minunatele mobiliere, dulapuri, cufere și mese - unele cu incrustări din sidef - precum și sculpturi elaborate pe temple și clădiri ale palatului.
O tehnică care nu s-a schimbat fundamental până în vremurile moderne este producția tradițională de Hanji (한지), hârtia coreeană făcută din lemn de dud. Probabil în al 2-lea secol a fost importat din China. Hârtia a fost utilizată într-o mare varietate de domenii ale vieții, ca hârtie pentru scris, desen și pictură, ca înlocuitor de sticlă pentru ferestre și uși în Hanok tradițional (한옥) (casă), ca tapet, ca podea și material de decorare, pentru proiectarea suprafețelor de mobilier, pentru cutii, compartimente, ca ambalaj și chiar ca material pentru confecționarea hainelor.

### Ceramică
Utilizarea argilei era deja răspândită în Coreea în epoca neolitică. În perioada celor trei regate, ceramica a fost deosebit de populară în Regatul Silla. S-a folosit o flacără dezoxidantă, iar produsele au o culoare albastră distinctă. Suprafața a fost apoi decorată cu diferite modele geometrice.
În epoca Goryeo, celadonul verde era popular și lider în calitate.
Porțelanul alb a venit în secolul 15. În curând, porțelanul a fost mai popular decât produsele din ceramică glazurată cu celadon. Porțelanul era adesea vopsit sau decorat cu cupru.
În timpul celei de-a doua faze a Războiului Imjin (1592-1598) aproape toate cuptoarele din Coreea au fost distruse. Sute de meșteri au fost duși în timpul acestui război în Japonia, inițiindu-se astfel perioada de glorie a olăritului japonez.

## Moduri tradiționale de viață

### Case tradiționale

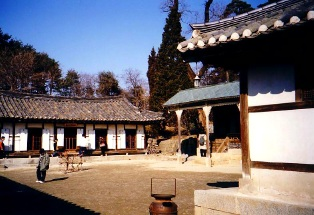
Casă tradițională din Coreea de Sud

Locul unei case este determinat în mod tradițional prin intermediul geomanției. Se crede că orice configurație topografică produce forțe invizibile ale binelui și ale răului (Gi). Pentru un șantier, energiile pozitive și negative Yin și Yang trebuie să fie în armonie. 
O casă ar trebui să fie construită pe coasta unui deal, spre sud, astfel încât să fie accesibilă casei cât mai multă lumină solară. Această orientare este încă preferată în Coreea. Geomanția afectează și forma clădirii, direcția în care este construită și materialele care sunt utilizate. 

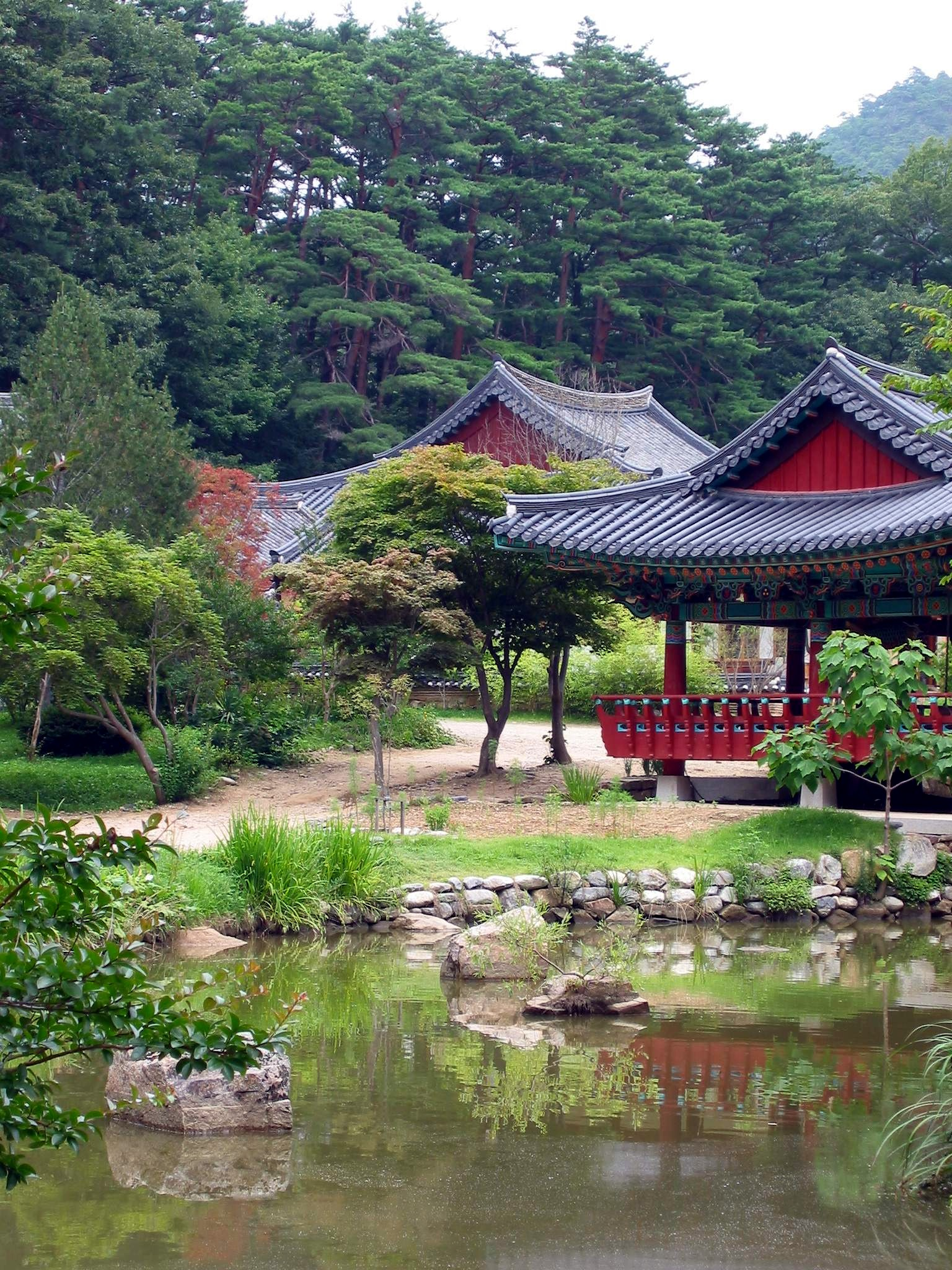
O grădină a templului coreean Buryeongsa.

Casele tradiționale coreene constau dintr-o aripă interioară (anche) și o aripă exterioară (saranghete) . Dispunerea individuală depinde de regiune și de bogăția familiei. Aristocrații folosesc aripa exterioară pentru recepții, dar fermierii au ținut vite și provizii acolo. În general, cu cât familia este mai bogată, cu atât este mai mare casa, dar tuturor familiilor li s-a interzis să aibă o reședință mai mare de 99 de kani. Un kan este zona dintre doi stâlpi de lemn ai peretelui exterior, așa cum este folosit în casele tradiționale. 
Aripa interioară conține de obicei o cameră de zi, o bucătărie și o cameră centrală cu încălzire în pardoseală. Alte camere au fost adăugate în această parte centrală. Familiile sărace nu aveau deloc aripi exterioare. Încălzirea în pardoseală (Ondol) este folosită în Coreea de secole. Cele mai obișnuite materiale de construcție utilizate sunt lemnul, lutul, plăcile, piatra și stuful. Deoarece lemnul și lutul au fost cele mai utilizate materiale, puține clădiri au supraviețuit până în zilele noastre. 

### Grădinile

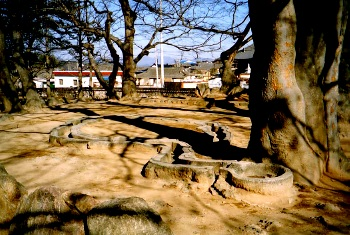
Poseokjeong

Principiile grădinilor templelor din Coreea sunt aceleași ca și în grădinile private. Grădinile sunt, în general, similare cu cele din China și Japonia. Acest lucru se datorează faptului că grădinile din Asia de Est sunt foarte puternic influențate de daoism. Daoismul subliniază natura și misticul. Spre deosebire de grădinile chineze și japoneze, grădinile coreene evită artificialitatea. 
Iazul de lotus este o parte importantă a grădinilor coreene. Dacă există un curs de apă natural, un pavilion este adesea construit lângă pârâu, pentru a contempla apa. Paturile de flori sunt terasate și se găsesc în multe grădini tradiționale. 
Grădina Poseokjeong (포석정, 鮑石亭; Pavilionul balonului de piatră) de lângă Gyeongju a fost construită în perioada Silla și este punctul culminant al importanței apei în grădinile coreene. Grădina are în centru o cale navigabilă în formă de melc. În ultimele zile ale Regatului Silla, regele se așeza lângă această cale navigabilă și discuta cu oaspeții săi. În același timp, paharele de vin pluteau pe apă, oaspeții putând astfel să se servească singuri. 
Cu ocazia Târgului de Carte de la Frankfurt din 2005, la care Coreea a fost țara gazdă, a fost amenajată o grădină coreeană în <i>Grüneburgpark</i> din Frankfurt am Main. 

### Imbrăcămintea tradițională
Îmbrăcămintea tradițională coreeană a fost folosită de la stăpânirea mongolă din 13 Secol purtat. Bărbații purtau pantaloni largi legați la glezne și o jachetă cu mâneci largi, completată de o vestă sau o haină iarna. Părul era legat într-un coc. „Yangban” -ul debarcat a purtat o pălărie din „tanggon” din păr de cal împletit peste care s-a pus o pălărie rotundă din răchită de bambus „gat” la ieșire.
Femeile purtau chiloți largi „sokbaji” (pantaloni interiori), un jupon larg „sokchima” și o fustă „chima” care era legată sub sân. O jachetă bolero cu mâneci largi „jeoggori” a fost legată cu o fundă mare în fața pieptului. Acest costum era foarte colorat, cu culori strălucitoare și modele tradiționale pe tiv.
Coreenii s-au îmbrăcat diferit în funcție de statutul lor social. Aceasta însemna că îmbrăcămintea a devenit un important diferențiator al rangului social. Nobilii oficiali purtau robe viu colorate bogat brodate pe piept și șepci negre. Culoarea halatului și forma capacului erau diferite în funcție de gradul ofițerului. Nobilimea purta și ea bijuterii, o trăsătură distinctivă importantă de oamenii de rând, „sangneom”. Purtau în timpul verii haine nevopsite din cânepă, motiv pentru care poporul coreean era numit și poporul alb . Iarna acestea erau căptușite cu bumbac. Îmbrăcămintea din blană era populară în rândul nobilimii, în special în nord.
În costumul coreean, se face distincția între costumul de zi cu zi, costumul festivalului sau îmbrăcămintea de lucru. Acestea din urmă sunt purtate de șamanii „mudang” atunci când își execută munca și sunt păstrate în anumite culori strălucitoare. Astăzi, costumul tradițional este încă purtat în sărbătorile legale și ocazii oficiale, în special la prima zi de naștere a unui copil și în timpul ceremoniei de nuntă și la recepțiile oficiale. Cu toate acestea, îmbrăcămintea tradițională nu mai poate fi găsită în viața de zi cu zi.

### Mâncăruri tradiționale

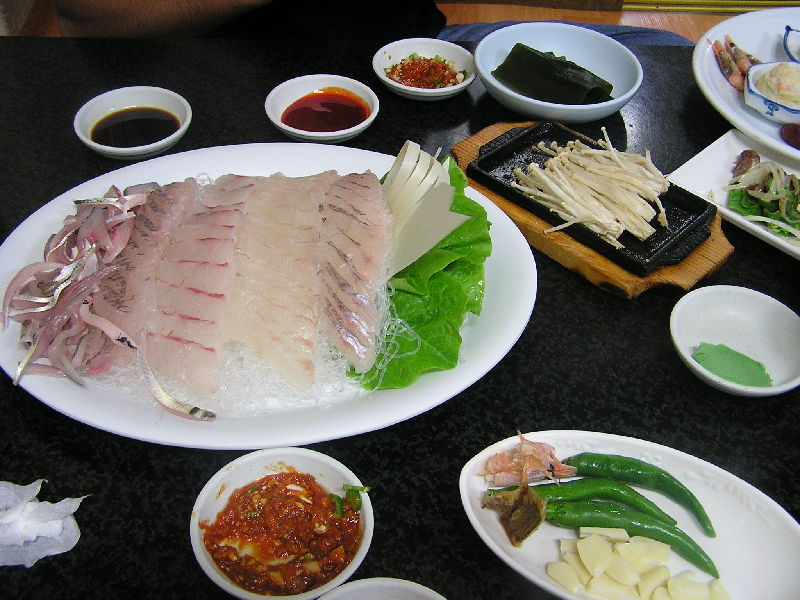
Fel de mâncare coreean din pește,

Orezul este alimentul de bază în Coreea, înaintea orzului și meiului. Fideaua este făcută din cartofi dulci .
Nicio masă nu se face fără <i>kimchi</i>, cu sare, ardei iute, sos de usturoi și pește, varză chinezească murată și ridiche. Ardeiul iute a fost descoperit de portughezi în secolul al XVI-lea. A fost adus în Coreea din America de Sud în secolul al XIX-lea, alături de tutun și creștinism. În timpul iernii, kimchi servește ca sursă de vitamine. În plus față de varza chinezească și ridiche, o varietate de alte tipuri de legume sunt murate. Două alimente indispensabile sunt produse din soia - soia quark (dubu, versiunea coreeană a tofu) și sosul de soia coreean ( kanjang) .
Pește, calmar, diverse fructe de mare și alge sunt, de asemenea, aproape întotdeauna pe masă. Carnea se consumă rar în bucătăria tradițională. Când carnea este pe masă, aceasta este în principal carne de vită și carne de porc, întotdeauna tăiate și la grătar sau prăjite în tigaie.
O mare varietate de fructe sunt, de asemenea, cultivate în Coreea.
Bucătăria clasică coreeană poate fi împărțită în feluri de mâncare ceremoniale și feluri de mâncare ritualice. Mâncărurile ceremoniale sunt pregătite pentru festivități fericite când un copil împlinește 100 de zile, la prima zi de naștere, la nuntă și la 60 de ani. Prăjiturile din orez sunt o parte indispensabilă a felurilor de mâncare ceremoniale. Culoarea și compoziția exactă sunt ajustate în funcție de Yin și Yang, pentru a obține un echilibru. Compoziția depinde de regiune și de sărbătoare.
Mâncărurile rituale, pe de altă parte, sunt servite la înmormântări, la rituri ancestrale, la rituri șamanice și în temple. Mâncărurile din temple diferă prin faptul că cele cinci ingrediente aromate ale bucătăriei coreene (usturoi, ceapă de primăvară, rocambol și ghimbir ) și carne nu sunt utilizate.
Bucătăria de la curte era caracterizată de meniuri deosebit de elaborate, care includeau numeroase feluri de mâncare și pentru care erau prescrise o anumită secvență de feluri de mâncare și ingrediente selectate.
În timp ce mâncarea a fost în principal vegetariană, cu o mulțime de legume, quark de soia, ouă și, mai rar, pește și alge marine, a doua jumătate a secolului 20 cunoaște o prosperitate crescândă.

### Ceaiul
Ceaiul a fost băut în Coreea acum cel puțin 1500 de ani. Inițial, ceaiul făcea parte din ceremoniile de închinare din temple. Se credea că mirosul minunat al ceaiului se ridică spre cer și îi face pe zei fericiți acolo. Ceaiul a fost introdus din China, împreună cu budismul .
Ceaiul a fost folosit și ca parte a plantei. Ceaiul verde, băut în China și Japonia, nu este singurul tip de ceai băut în Coreea. O mare varietate de ceaiuri sunt făcute din fructe, frunze, semințe sau rădăcini. Există cinci arome diferite de ceai: dulce, acru, foarte acru, amar și sărat. Pe lângă ceaiul de orez, ceaiul de orz Boricha ( 보리차 ) și ceaiul de miere cu lămâie Yudschatscha (유자차) sunt deosebit de populare în Coreea.

### Sărbătorile calendarului lunar

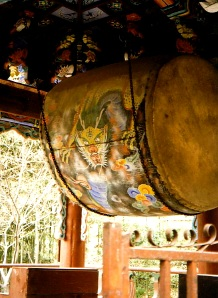
Tambur tradițional

Calendarul lunar coreean este împărțit în 24 de puncte de cotitură (jeolgi), fiecare durând 15 zile. În perioada agrară din trecut, calendarul lunar era singurul calendar. Cu toate acestea, în viața modernă a coreenilor de astăzi, calendarul lunar dispare încet.
Sărbătorile tradiționale sunt încă sărbătorite conform calendarului lunar. Cel mai mare festival este ziua de Anul Nou ( Gujeong / Seollal ). Alte festivaluri majore sunt prima lună plină (Jeongwol Daeboreum), festivalul de primăvară ( Dano ) și festivalul recoltei ( Chuseok ) .
Generațiile mai în vârstă își sărbătoresc încă ziua de naștere conform calendarului lunar; nu și generația mai tânără.

### Sărbători tradiționale
| Sărbătoare                    | Semnificație                 | Evenimente | Data (luna)                       | Farfurie |
| ----------------------------- | ---------------------------- | --- | --------------------------------- | --- |
| Seollal/ 설날                 | Ziua Anului Nou              | Un ritual în memoria strămoșilor este ținut în fața mormântului familiei; Felicitările de Anul Nou sunt schimbate cu familia, rudele și vecinii; Copiii se pleacă înaintea bătrânilor (Sebae) . | Ziua 1 în luna 1                  | Prăjituri de orez feliate în supă (tteokguk), prăjituri cu miere (yakwa) .                                        |
| Daeboreum/ 대보름 大 보름     | Prima lună plină             | Un talisman este ars pentru a alunga spiritele rele (Aengmagi Taeugi), focuri (Daljip Taegi) | Ziua 15 în luna 1                 | Orezul se gătește cu alte cinci boabe (Ogokbap), mănâncă nuci (Bureom), bea vin (Gwibalgisul)                     |
| Junghwajeol/ 중화 절 中 和 節 | Începutul sezonului agricol  | „Curățenia de primăvară”, ceremonia majorității, ritual șamanic pentru pescari (Yeongdeunggut)                                                                                                  | Ziua 1 în luna 2                  | Tort de orez umplut cu pom de Crăciun (Songpyeon)                                                                 |
| Samjinnal/ 삼짇날             | Rândunelele se întorc        | Lupta picioarelor, ghicitul | Ziua 3 în luna 3                  | Vin Azalea (Dugyonju), Clătite (Dungyeon Hwajeon)                                                                 |
| Hansik / 한식 寒食            | Vizită la mormântul familiei | Vizită la mormântul familiei | Ziua 105 după solstițiul de iarnă | Numai alimente reci: prăjitură de mugwort (Ssuktteok), găluște de mugwort (Ssukdanja), supă de mugwort (Ssuktang) |
| Dano / 단오 端午              | festival de primăvară        | Balansoare, lupte | Ziua 5 în luna 5                  | Tort de orez cu ierburi (surichitteok), supă de hering (Junchiguk)                                                |
| Yudu / 유두 流 頭             | Salut de apă                 | Salut de apă, spălarea părului pentru a spăla nenorocirea | Ziua 15 în luna 6                 | Fidea cu cinci culori (Yudumyeon), găluște de orez (Sudan)                                                        |
| Chilseok / 칠석 七夕          |                              | Închinarea zeilor celor șapte stele (Carul Mare), rituri șamanice care se roagă pentru ploaie                                                                                                   | Ziua 7 în luna 7                  | Clatite de grau (Milijeonbyeong), prajituri de orez cu fasole rosie (Sirutteok)                                   |
| Baekjung / 백중 百 中 / 百 衆 | Închinarea lui Buddha        | Închinarea lui Buddha | Ziua 15 în luna 7                 | Tort de orez mixt (Seoktanbyeong)                                                                                 |
| Chuseok / 추석 秋夕           | Ziua Recunoștinței           | Vizita mormântului familiei, sacrificarea primului bob de orez (Olbyeosinmi) | Ziua 15 în luna a 8-a             | Tort de orez aromat de brad umplut cu castane, susan sau fasole (Songpyeon), supă taro (Torantang)                |
| Jungyangjeol / 중양절 重陽節  | Festivalul de toamnă         | Sărbătorirea toamnei: poezie, desen, pictură, bucurie de natură | Ziua 9 în luna 9                  | Clatite cu crizantema (Gukhwajeon), icre de peste (Eoran), ceai de miere si lamaie (Yujacheong)                   |
| Seotdal Geumeum / 섣달 그믐   | Seara înainte de noul an     | Rămâi treaz toată noaptea cu ușile și ferestrele deschise și primește spiritul ancestral | Ziua 31 din luna 12               | Orez mixt cu legume (Bibimbap), prăjitură de orez cu fasole (Injeolmi), prăjituri tradiționale (Hangwa)           |

Există, de asemenea, o serie de sărbători regionale care sunt sărbătorite în conformitate cu calendarul lunar.

## Piețe tradiționale

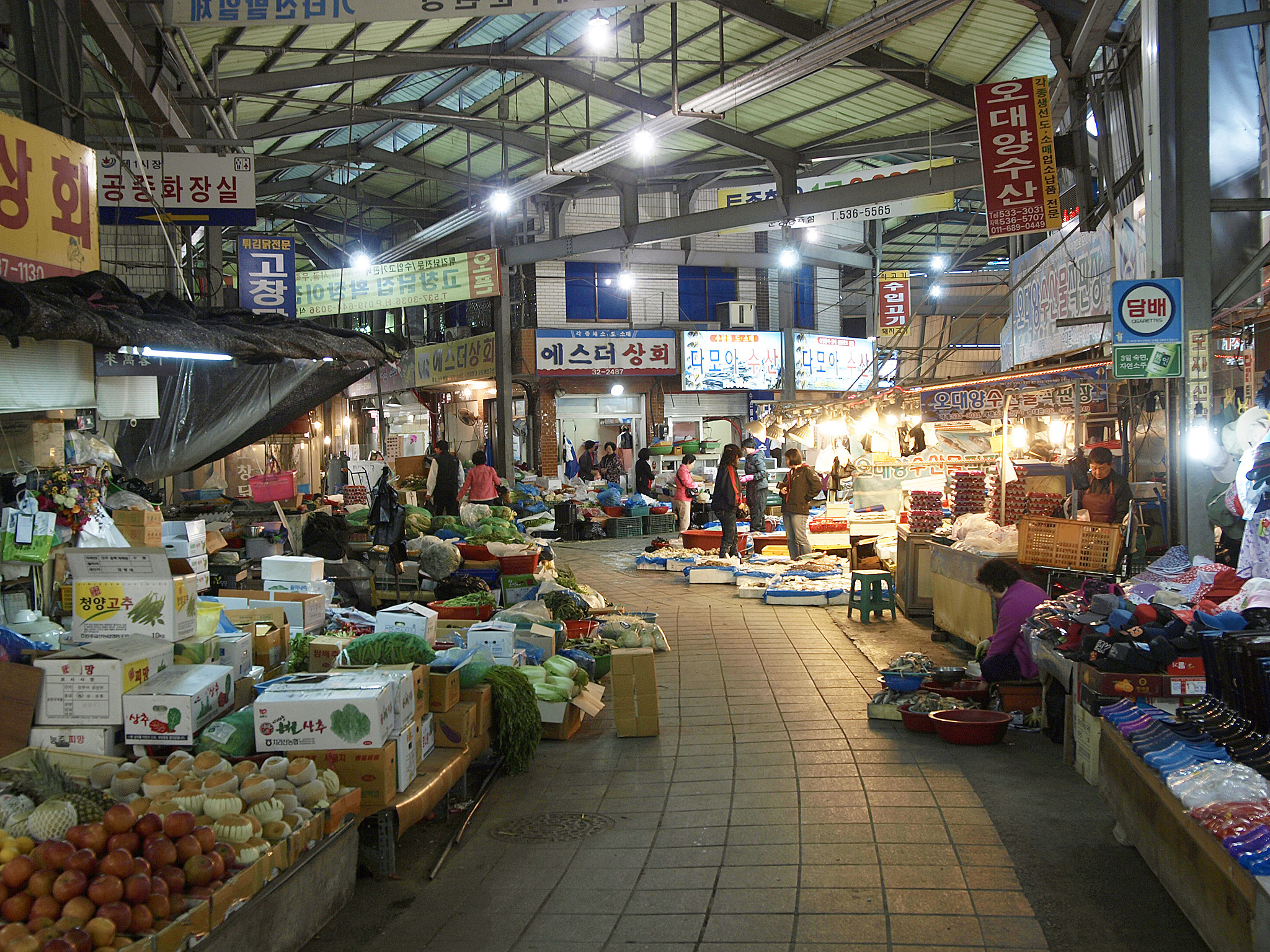
Piața tradițională coreeană din Jeongeup, Jeollabuk-do, Coreea de Sud

Cultura și modul de viață coreean includ, de asemenea, piețele tradiționale ale țării. Trebuie să te întorci în timp  înapoi cu 300-350 de ani de tradiție și dezvoltare. Piețele, numite jaerae sijang (재래시장 ) în coreeană, se găseau în sate și orașe ca piețe simple sau de 5 zile. Produse agricole, fructe de mare, animale de fermă și obiecte de zi cu zi au fost oferite spre vânzare pe acestea. Piețele au o ofertă abundentă de bunuri, au străzi înguste, ore de deschidere lungi și sunt zgomotoase și aglomerate de oameni în timpul orelor de lucru de vârf. Astăzi, piețele se găsesc în cea mai mare parte în sălile orașelor mai mari și, de la începutul mileniului, au fost din ce în ce mai multe locuri în care tinerii artiști se prezintă vizitatorilor de pe piață.

## Patrimoniul mondial
Unele situri ale Patrimoniului Mondial UNESCO pot fi găsite în Coreea de Sud .

### Altarul Jongmyo
Altarul Jongmyo din Seul a fost adăugat pe lista patrimoniului mondial UNESCO în 1995. Dedicat spiritelor familiei regale a dinastiei Joseon, lăcașul este influențat de tradiția confucianistă.
Se crede că altarul a fost cea mai lungă clădire din Asia când a fost construit în 1394. 19 plăci memoriale pentru regi și 30 pentru regine pot fi găsite în altar. În timpul Războiului Imjin cu Japonia din 1592, altarul a fost ars de trupele japoneze. A fost reconstruit până în 1608.

### Changdeokgung
Changdeokgung este un palat foarte renumit pentru împrejurimile sale. A fost construit în 1405, arsă de trupele japoneze în timpul Războiului Imjin în 1592 și reconstruită până în 1609. Changdeokgung a fost scaunul regal timp de peste 300 de ani.
Palatul se potrivește foarte bine în împrejurimi. Mulți dintre copacii din spatele palatului au acum peste 300 de ani. Changdeokgung a fost adăugat pe lista patrimoniului mondial UNESCO în 1997.

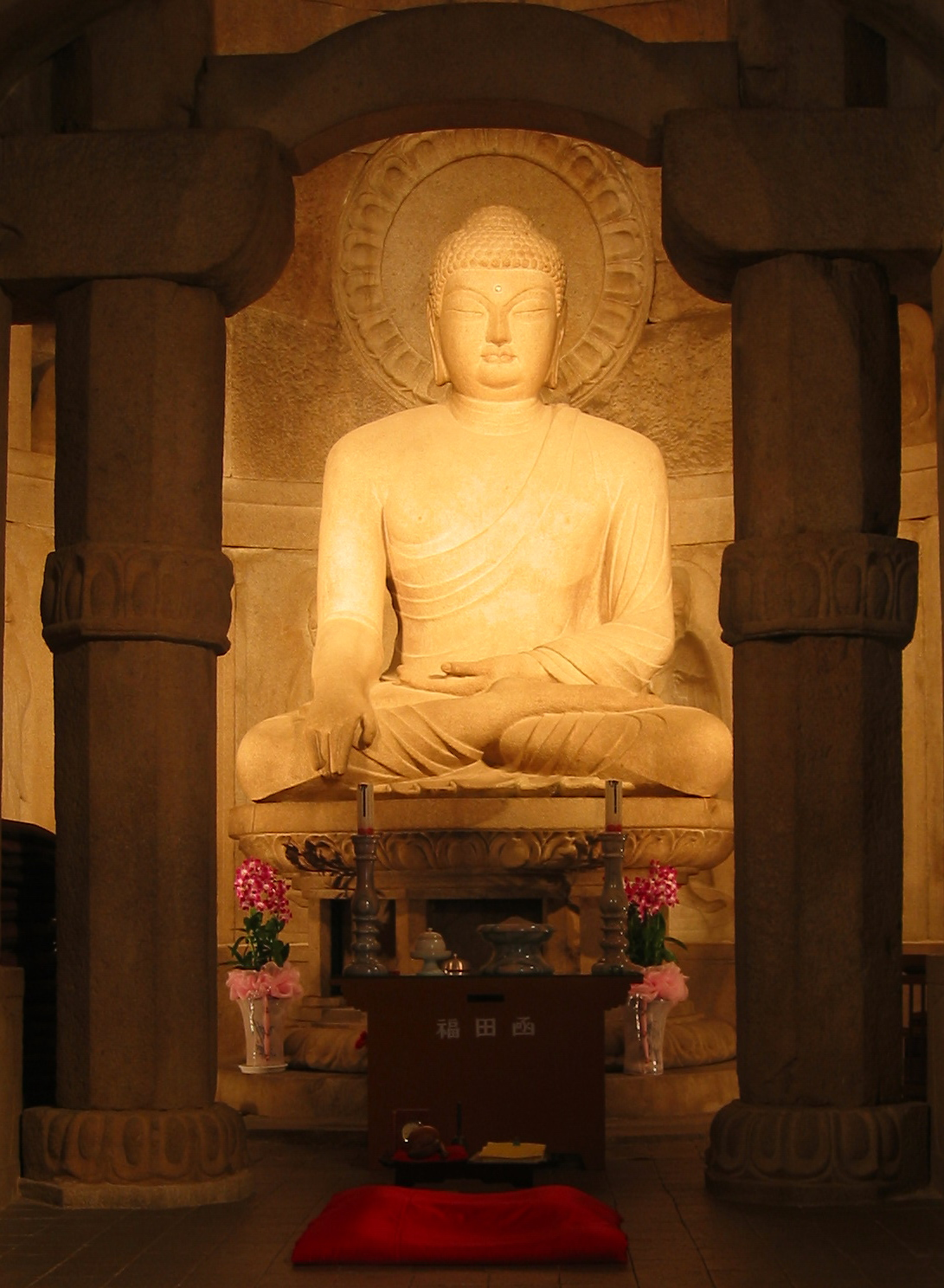
Grota Seokguram

Bulguksa este, de asemenea, cunoscut sub numele de Templul din Țara Buddha și găzduiește grota Seokguram . Templul a fost construit în 751 și are un număr mare de camere. Două pagode sunt instalate în zona templului.
Grota Seokguram este un schit al Templului Bulguksa. Grota este sculptată în granit și există o statuie mare a lui Buddha în camera mare. Templul și grota au fost adăugate pe lista patrimoniului mondial UNESCO în 1995.

### Tripitaka Koreana
Haeinsa este un templu mare din provincia Gyeongsangnam . Templul a fost construit în 802 și găzduiește panourile de lemn Tripitaka Koreana . Panourile sculptate între 1236 și 1251 sunt o dovadă a devoției pioase față de rege și poporul său.
Cuvântul Tripitaka este în sanscrită și înseamnă trei coșuri. Se referă astfel la o regulă a esteticii budiste. Tripitaka Koreana este alcătuită din 81.258 de panouri din lemn. În mod uimitor, nu există nicio urmă de erori, omisiuni sau reparații. Tripitaka Koreana este considerată a fi opera cu cele mai frumoase și precise reguli religioase budiste sculptate vreodată cu caractere chinezești.
Templul Haeinsa și Tripitaka Koreana au fost adăugate pe lista patrimoniului mondial UNESCO în 1995.

### Cetatea Hwaseong
Cetatea Hwaseong este situată în orașul Suwon, la sud de Seul . Fortificația a fost finalizată în 1796 și prezintă toate caracteristicile artei fortificației coreene cunoscute la acea vreme.
Cetatea acoperă câmpiile, precum și zonele deluroase, lucru puțin cunoscut în Asia de Est la acea vreme. Zidurile au o lungime de 5,52 kilometri și 41 de facilități sunt încă la locul lor. Acestea includ cele patru porți principale, o poartă de încuietoare, patru intrări secrete și un far.

### Site-urile Gochang, Hwasun și Ganghwa
Siturile Gochang, Hwasun și Ganghwado au fost adăugate pe lista patrimoniului mondial UNESCO în 2000. Aceste cimitire preistorice conțin sute de megaliti diferiți. Acestea sunt morminte din secolul I î.Hr. Au fost construite din blocuri mari de piatră. Megalitii pot fi găsiți în întreaga lume, dar ceea ce face ca aceste site-uri să fie unice este concentrarea incredibilă a mormintelor.

### Zona Gyeongju
Zona din jurul Gyeongju a fost adăugată pe lista siturilor Patrimoniului Mondial UNESCO în 2000. Gyeongju a fost capitala Imperiului Silla și, în secolul 10, avea mai mult de un milion de locuitori. Tumulușii conducătorilor Silla se găsesc încă în centrul orașului. Unii tumuluși au fost deschiși de arheologi; ei conțineau dovezi unice ale meșteșugurilor coreene: coroane de aur cu decorațiuni de jad, bijuterii din aur și arme ostentative, toate bunuri grave ale regilor. În jurul Gyeongju, în special pe Muntele Namsan, există sute de relicve din perioada Silla. Site-ul Poseokjeong este doar un exemplu. Zona are o concentrare unică de artă budistă coreeană, sculpturi, reliefuri, pagode, precum și rămășițe de temple și palate, în special între secolele al VII-lea și al X-lea. Secol.

## Dovezi individuale
1. ↑  Sin, Hyong-sik (2005). A Brief History of Korea. The Spirit of Korean Cultural Roots. 1 (2nd ed.). Seoul: Ewha Womans University Press. ISBN 978-89-7300-619-9.
2. ↑  Christopher J. Norton, "The Current State of Korean Paleoanthropology", (2000), Journal of Human Evolution, 38: 803-825.
3. ↑  A Concise History of Korea: From the Neolithic Period through the Nineteenth Century by Michael J. Seth
4. ↑  A Concise History of Korea: From the Neolithic Period through the Nineteenth Century by Michael J. Seth
5. ↑   [Tatsachen über Korea [http://www.scribd.com/doc/15740501/Tatsachen-uber-Korea-2009-Facts-About-Korea-German Tatsachen über Korea]] Verificați valoarea |url= (ajutor). Lipsește sau este vid: |title= (ajutor)
6. ↑  Nelson, Sarah M. The Archaeology of Korea.
7. ↑  copie arhivă. Arhivat din original la 5 noiembrie 2015. Accesat în 6 decembrie 2020.
8. ↑  Ahn, Sung-Mo (June 2010). "The emergence of rice agriculture in Korea: archaeobotanical perspectives". Archaeological and Anthropological Sciences. 2 (2): 89–98. doi:10.1007/s12520-010-0029-9. ISSN 1866-9557.
9. ↑  Vovin, Alexander. 2008. "高句麗에서 耽羅까지ᅳ韓国祖語를 말한 騎馬人들과 함께 南쪽을 향하여 천천히 내려오면서ᅳ" ("From Koguryo to Tamna: Slowly Riding South with the Speakers of Proto-Korean"). Lecture at the Seoul National University on May 15, 2008. Travel fully funded by the Seoul National University.
10. ↑  
Hyejung Yum. ISBN 1-873132-74-3. Lipsește sau este vid: |title= (ajutor)